# Stranger in This Town
Stranger In This Town, utgivet 1991, är ett bluesinspirerat soloalbum av Richie Sambora, gitarrist i rockbandet Bon Jovi. Albumet nådde aldrig några jätteframgångar försäljningsmässigt men för de trogna fansen är det dock en guldklimp.

## Låtlista
1. "Rest in Peace" - 3:46
2. "Church of Desire" - 6:09
3. "Stranger in This Town" - 6:14
4. "Ballad of Youth" - 3:55
5. "One Light Burning" - 5:51
6. "Mr. Bluesman" - 5:16
7. "Rosie" - 4:51
8. "River of Love" - 5:11
9. "Father Time" - 6:05
10. "The Answer" - 5:08